# 被爆者健康手帳
被爆者健康手帳（ひばくしゃけんこうてちょう）は、広島・長崎の原子爆弾投下に起因して被爆した人に対して「原子爆弾被爆者に対する援護に関する法律」（通称「被爆者援護法」）に基づき交付される手帳。所定の要件を満たした者は、医療費などの支援を受けることが出来る。2023年7月3日、厚生労働省が明らかにしたところによれば、「被爆者健康手帳」を持つ人は3月末で11万3649人となり、前年より5286人減った。平均年齢は前年から0.48歳上がり、85.01歳。

## 申請の条件
申請に必要な資格は次の通りである。広島市・長崎市についてそれぞれ記す。
1. 直接被爆者（原子爆弾投下の際、次の区域内にあった者）
  - 広島市の場合（当時の町名。現在は住居表示の実施および町村合併などにより、町名が現在と違う場所がある。）
    - 広島市内
    - 広島県安佐郡祇園町
    - 広島県安芸郡
      - 戸坂村のうち、狐爪木
      - 中山村のうち、中・落久保・北平原・西平原及び寄田
      - 府中町のうち、茂陰北

  - 長崎市の場合
    - 長崎市内
    - 西彼杵郡福田村のうち、大浦郷・小浦郷・本村郷・小江郷・小江原郷
    - 西彼杵郡長与村のうち、高田郷・吉無田郷
2. 入市被爆者（爆心地から概ね2km圏内に入った者）
  - 広島市の場合（昭和20年8月20日までに次の区域内に入った者）（当時の町名。現在は住居表示の実施および町村合併などにより、町名が現在と違う場所がある。）
    - 楠木町（1〜3丁目）・三篠本町（1〜2丁目）・横川町（1〜3丁目）・打越町・山手町・南三篠町・福島町・中広町・上天満町・天満町・西天満町・東観音町（1〜2丁目）・西観音町（1〜2丁目）・観音本町・南観音町・広瀬北町・寺町・空鞘町・西引御堂町・広瀬元町・鷹匠町・錦町・横堀町・北榎町・新市町・榎町・西九軒町・西大工町・十日市町・左官町・鍛冶屋町・油屋町・猫屋町・塚本町・堺町（1〜4丁目）・西地方町・西新町・小網町・河原町・舟入町・舟入仲町・舟入本町・舟入幸町・舟入川口町・中島本町・材木町・天神町・木挽町・元柳町・中島新町・水主町・吉島町・吉島羽衣町・白島北町・白島中町・白島東中町・白島九軒町・白島西中町・西白島町・東白島町・基町・猿楽町・細工町・横町・鳥屋町・大手町（1〜9丁目）・塩屋町・尾道町・紙屋町・研屋町・革屋町・立町・東魚屋町・八丁堀・上流川町・幟町・上柳町・鉄砲町・橋本町・石見屋町・胡町・東胡町・山口町・下柳町・銀山町・弥生町・薬研堀町・斜屋町・下流川町・堀川町・三川町・平田屋町・播磨屋町・西魚屋町・中町・鉄砲屋町・袋町・下中町・新川場町・小町・雑魚場町・国秦寺町・竹屋町・田中町・平塚町・鶴見町・宝町・富士見町・昭和町・平野町・南竹屋町・東千田町・千田町（1〜3丁目）・台場町・京橋町・的場町・金屋町・比治山町・稲荷町・松川町・土手町・桐木町・段原大畑町・段原町・段原東浦町・比治山本町・皆実町一丁目・二葉の里・大須賀町・松原町・猿猴橋町

  - 長崎市の場合（昭和20年8月23日までに次の区域内に入った者）
    - 旭町1丁目・家野郷・家野町・井樋ノ口町・稲佐町（2〜3丁目）・岩川町・上野町・浦上町・江平町・岡町・大橋町・御船蔵町・寿町・駒場町・西郷・坂本町・幸町・城山町・瀬崎町・銭座町・竹ノ久保町・高尾町・高砂町・玉浪町・宝町・東北郷・西北郷・浜口町・橋口町・浜平町・福富町・船蔵町・松山町・御船町・目覚町・茂里町・本尾町・本原町・八千代町・山里町・梁瀬町
3. 死体の処理及び救護にあたった者等（救護施設などで10人以上（1日当たり）の被爆した方の救護や死体処理などに直接従事した者、または当時の市域を結ぶ線内の海上で被爆した者）
4. 上記各項に該当する者の胎児（長崎にあっては昭和21年6月3日まで、広島にあっては昭和21年5月31日までに生まれた者）

なお、現在は市町村名や区域の変更されている場合がある。
申請の際には、
- 被爆者健康手帳交付申請書
- 申述書（兼誓約書）
- 被爆証明書（第三者2名以上の証言）
- 罹災証明書・在学証等公的機関が発行した証明書（証明書がある場合）
- 被爆当時の家族の状況票
- 理由書
- 住民票
- 戸籍抄本（胎児の場合）
- 印鑑

が必要である。なお、第三者の証言については無くても申請可能である。

## 手帳取得によって得られる支援
医療特別手当・特別手当・原子爆弾小頭症手当・健康管理手当・保険手当・介護手当（費用介護手当・家族介護手当）・葬祭料などの手当
また、指定医療機関・一般疾病医療機関での治療について、本手帳などを提示することで全額国費で、あるいは自己負担分を負担しないで受けることが出来る。また、なんらかの理由で手帳を提示しなかった場合についても、後日都道府県知事に払い戻しを請求することが出来る。ただし、自己の故意・過失などによって生じた病気・けが、放射線と関連のない疾病などについては給付を受けられないことがある。

## 被爆者健康手帳を巡る課題
在外被爆者（戦時に広島、長崎で被爆し、後に帰国した韓国人および戦後海外移住した日本人、帰化した日系人）に対し、国籍を問わず被爆者健康手帳が交付されており、手帳保持者は平成26年3月時点で約4,400人とされている。
在外被爆者については、申請手続きや被爆当時の所在証明の困難の他、現地と日本国内における医療制度の相違などによる支援が受けにくさを補うため、現地での原爆症認定および健康診断受診者証の交付申請や、日本での治療および手帳交付のための渡日旅費の支給、現地での健康相談、現地での医療費助成、医師等の研修受け入れなどの支援措置が採られるようになった。